# 폴 카

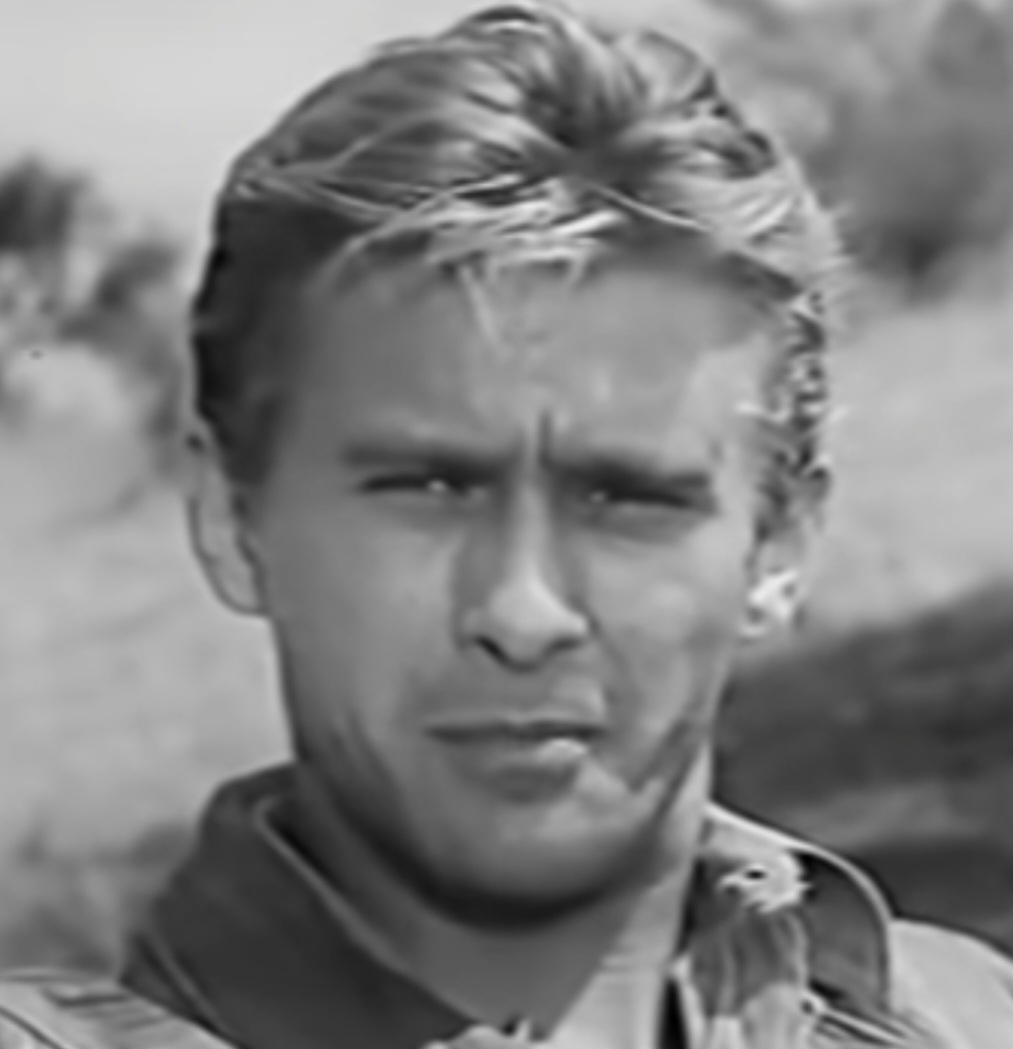

폴 카(Paul Carr, 1934년 2월 1일 ~ 2006년 2월 17일)는 미국의 영화 프로듀서, 텔레비전 배우, 연극 배우, 영화배우이다.
뉴올리언스에서 태어났으며 로스앤젤레스에서 사망하였다. 사인은 폐암이다.

## 영화
- 블러드 - 라스트 뱀파이어 (2000년)
- 나이트 아이 (1990년)
- 타이타닉 인양 (1980년)
- 별들의 전쟁(영어판) (1979년)
- 달라스 (1978년)
- 형사 Q (1976년)
- 트럭 스톱 우먼 (1974년)
- 박쥐 인간 (1974년)
- 6백만 달러의 사나이 - TV 시리즈 (1974년)
- 서버드 암 (1973년)
- 더 영 앤 더 레스트리스 (1973년)
- 달라스의 음모 (1973년)
- 벤 (1972년)
- 제12순찰대 (1968년)
- 아이언 사이드 (1967년)
- 타임 터널 (1966년)
- 스타 트렉 (1966년)
- 우리 생애 나날들 (1965년)
- 해저 여행 (1964년)
- 도망자 (1963년)
- 캡틴 뉴먼, M.D. (1963년)
- 전투 (1962년)
- 파시 프롬 헬 (1961년)
- 잠보리 (1957년)
- 딜론 보안관 (1955년)